# Велика Косница
Велика Косница је насељено место у саставу Града Велике Горице, у Туропољу, Хрватска.

## Становништво
На попису становништва 2011. године, Велика Косница је имала 770 становника.

## Попис1991.
На попису становништва 1991. године, насељено место Велика Косница је имало 282 становника, следећег националног састава:
| Попис 1991.‍  | Попис 1991.‍  | Попис 1991.‍ | Попис 1991.‍ | Попис 1991.‍ |
| ------------ | ------------ | ----------- | ----------- | ----------- |
|              |              |             |             |             |
| Хрвати       | Хрвати       |             | 256         | 90,78%      |
| Муслимани    | Муслимани    |             | 7           | 2,48%       |
| Југословени  | Југословени  |             | 5           | 1,77%       |
| Украјинци    | Украјинци    |             | 4           | 1,41%       |
| Срби         | Срби         |             | 3           | 1,06%       |
| неопредељени | неопредељени |             | 5           | 1,77%       |
| непознато    | непознато    |             | 2           | 0,70%       |
| укупно: 282  |              |             |             |             |